# Dingelstädt
Dingelstädt is een gemeente in de Duitse deelstaat Thüringen, en maakt deel uit van de Landkreis Eichsfeld. De gemeente telde 10.789 inwoners op 31 december 2023.
Dingelstädt was de hoofdplaats van de Verwaltungsgemeinschaft Dingelstädt tot deze op op 1 januari 2019 werd opgeheven en Helmsdorf, Kefferhausen, Kreuzebra en Silberhausen werden opgenomen in de gemeente.
De naam verwijst naar een dingplaats.
Dingelstädt · Helmsdorf · Kefferhausen · Kreuzebra · Silberhausen